# Battlefield 2142
Battlefield 2142 (abbreviato BF2142) è uno sparatutto in prima persona appartenente alla celebre saga targata Digital Illusions Creative Entertainment ed Electronic Arts. 
Il 30 giugno 2014, a otto anni dalla pubblicazione, EA ha ufficialmente annunciato la chiusura dei server di vari giochi tra cui anche BF2142, precludendo ai giocatori la componente online del gioco. 
È ambientato nel XXII secolo, durante una nuova era glaciale. In Battlefield 2142 troviamo due giganteschi blocchi politici che lottano per il controllo delle terre ancora abitabili risparmiate dalla glaciazione.
La prima fazione è l'Unione Europea, una repubblica federale nata nel secondo decennio del XXI secolo, diventata superpotenza egemone nell'emisfero occidentale dopo l'arrivo del gelo perenne negli Stati Uniti d'America decretandone la fine de facto. Oltre ai territori federali l'Unione detiene anche un vastissimo impero coloniale che si estende da tutta l'Africa nord-occidentale all'IRAQ, e che probabilmente arriva fino ai territori americani ancora abitabili. È considerata il più vasto impero mai esistito superando l'estensione dell'Impero Britannico del XIX secolo.
La seconda, la Confederazione PanAsiatica, è, invece, una coalizione che presumibilmente rappresenta un rifacimento dell'Unione Sovietica, il cui potere è centralizzato nella Russia occidentale ma che si estende per due terzi del continente asiatico, probabilmente fino all'attuale Pakistan.
Le cause più probabili della formazione di questo blocco sono il gelo perenne che ha costretto immense masse di popolazione russe ad emigrare nei territori meridionali dell'Asia Centrale. Gli inverni rigidissimi spingeranno la CPA ad armarsi contro la potenza europea per il controllo dei territori con un clima ancora mite come l'Africa e il Medio Oriente.

## Trama
La trama di Battlefield 2142 si snoda attraverso una serie di sanguinose battaglie, che porteranno la CPA a scacciare le forze dell'UE dal suolo europeo, confinandole in Africa. La Guerra del Freddo ha inizio a Minsk nell'ottobre del 2139. Il Secondo Reggimento Krieg Panzer europeo difese la città per oltre quattro mesi, prima che le forze della CPA sfondassero il lato sud, obbligando i difensori alla ritirata. Nel febbraio 2140 cadde anche Belgrado, sotto i colpi di un intero battaglione di camminatori T-39 Bogatyr della CPA. Con il controllo dell'est Europa, la CPA poteva puntare alla roccaforte dell'UE, Berlino; il 10 luglio 2140 la CPA ne determinò la caduta. Le forze UE sopravvissute si ritirarono in Francia, per l'ultimo tentativo di difendere l'Europa prima di evacuare in Africa. Dopo la caduta di Verdun, Cerbere era l'ultimo approdo dell'UE sul suolo europeo; la Brigata Inferno la difese strenuamente, ma la CPA, guidata dal generale Yuri Vladomirovic, ebbe la meglio. Il teatro africano fu animato da diverse battaglie, preparatorie alla rivalsa dell'UE, pronta a riconquistare il suolo europeo ed a scacciare le forze della CPA oltre il mare.
Con un clima più favorevole gli Europei difesero l'Africa dalle truppe neo-sovietiche lasciando che l'inverno in Europa indebolisca le truppe occupanti per poi iniziare un'immensa offensiva per riconquistare il continente e per porre fine alla Confederazione.

### Giocatore singolo
Tale modalità prevede la possibilità di giocare nelle 5 mappe base del gioco (Fall of Berlin, Verdun, Belgrade, Cerbere Landing, Suez Canal) avendo quali compagni di fazione e quali nemici dei bot, la cui intelligenza può essere gestita tramite un parametro che va da 0 a 100 unità. La modalità Giocatore singolo è molto utile anzitutto per cominciare a far pratica col gioco, senza incappare nella frustrazione di venire spesso uccisi durante difficili partite online. Permette inoltre di far pratica con i veicoli e con gli upgrade che man mano si sbloccano. Non è previsto avanzamento di carriera per i round svolti in tale modalità, né tantomeno è prevista la possibilità di giocarvi in modalità Titan.

### Multigiocatore
La modalità Multigiocatore, che richiede un account giocatore sul sito EA Games, prevede l'accesso ad una lista di server, dove avviene lo scontro fra giocatori sparsi in ogni parte del globo. I ranked server (ovvero server in graduatoria) permettono inoltre l'avanzamento di carriera tramite il conseguimento dei punti.

## Modalità di gioco

### Conquest
La modalità Conquest prevede due fazioni che si scontrano su di una mappa, che può essere da 16, 32 o 64 giocatori; ogni fazione ha a propria disposizione un certo numero di Tickets, ovvero punti, il cui ammontare per ciascuna fazione varia in base al tipo di mappa: 100 circa per le mappe da 16 giocatori, 200 circa per quelle da 32 e 300 circa per quelle da 64. L'obiettivo della partita è azzerare i Tickets della fazione nemica; a tale scopo è necessario uccidere nemici, conquistare punti di controllo e mantenerne il possesso. I punti di controllo acquisiscono la bandiera della fazione che li conquista (i punti di controllo neutri hanno bandiera bianca). La conquista di un punto di controllo comporta la possibilità, per i membri della fazione, di effettuare il respawn (ovvero il rientro in gioco dopo la morte) nei pressi dello stesso, ed appropriarsi dei mezzi che ad intervalli regolari vi compaiono. La conquista del punto di controllo avviene mediante sosta del soldato nei pressi dello stesso; se il punto appartiene alla fazione avversaria, sarà necessario attendere che la bandiera nemica sia calata, per issare la propria. Più soldati della stessa fazione sostano nei pressi del punto di controllo, maggiore è la velocità col quale questo viene conquistato. In talune mappe vi sono punti di controllo bloccati, il che significa che non possono essere conquistati dalla fazione nemica, garantendo ai giocatori della fazione che li possiede la possibilità di respawn per tutta la partita. Vi è tuttavia un metodo più rapido per condurre la propria fazione alla vittoria: è necessario conquistare tutti i punti di controllo sulla mappa, cosicché i giocatori dell'altra fazione non avranno la possibilità di effettuare il respawn, e la partita sarà vinta indipendentemente dal numero dei Tickets rimanenti. Chiaramente, se la fazione avversaria ha a propria disposizione un punto di controllo bloccato, non sarà possibile applicare tale strategia. La modalità Conquest prevede una variante detta Senza Mezzi, dove non sono previsti veicoli di alcun genere sul campo di battaglia.

### Titan
In questa modalità ognuna delle due fazioni possiede un Titano, ovvero una grande piattaforma di fuoco volante che sovrasta il campo di battaglia, e che funge da QG per il comandante di ogni fazione. Lo scopo finale è distruggere il Titano nemico, ed impedire al nemico di abbattere il proprio. I Titani sono anzitutto protetti da scudi energetici, il cui potere difensivo può essere vanificato solo grazie all'azione del sistema missilistico Block 3 Anti-Titan. Sulla superficie della mappa sono dislocati cinque silos missilistici che fungono da punti di controllo, che una volta conquistati, sparano testate missilistiche contro il Titano nemico ad intervalli regolari di due minuti. Una volta abbattuto lo scudo difensivo, è possibile colpire direttamente lo scafo del Titano, e condurlo alla distruzione. Tuttavia c'è un modo più rapido per distruggere il Titano nemico: quando lo scudo è stato neutralizzato, è possibile sbarcare a bordo del Titano nemico, tramite sganci aerei o capsule POD proiettate dagli Assault Personal Carrier. A bordo del Titano, l'obiettivo è distruggere il nucleo del reattore, ma per far ciò, è necessario prima distruggere in un ordine ben preciso le quattro console presenti a bordo. Una volta distrutto il nucleo, il Titano collasserà dopo una manciata di secondi, durante i quali il soldato può tentare la fuga saltando nel vuoto e raggiungendo terra grazie al paracadute.
Nella modalità Titan i punti di rientro sono diversi: oltre ai normali punti di controllo iniziali, sarà possibile effettuare il respawn presso i silos conquistati, a bordo del proprio Titano o a bordo di quello nemico (qualora assaltato con successo), negli aerei da trasporto e negli APC. Sul ponte del proprio Titano è possibile, grazie a terminali dotati di cloche, prendere il controllo delle cannoniere dislocate su ogni lato dello stesso, per difenderlo da eventuali attacchi aerei o per proteggere le forze di terra da mezzi terrestri nemici.
Il Comandante del Titano ha la possibilità di muoverlo a proprio piacimento sul campo di battaglia.
All'interno del gioco è presente un video tutorial che spiega efficacemente il funzionamento della modalità Titan.

## Classi di fanteria e Sblocchi
Differentemente dal suo predecessore, Battlefield 2142 conta solo quattro classi.

### Ricognizione
Il Ricognitore è inizialmente armato solo di fucile di precisione (Morretti SR4 per l'UE, Park 52 SR per la CPA), coltello da combattimento BJ-2 e pistola; fucili ulteriormente sbloccabili sono la Carabina Lambert, un fucile d'assalto particolarmente utile nello scontro urbano data la compattezza, manovrabilità e cadenza di fuoco molto rapida, ed il fucile di precisione per eccellenza, lo Zeller-H Advanced SR. Il Ricognitore è anche specializzato in esplosivi, e ne dispone di diversi nel proprio arsenale: l'RDX DemoPak, esplosivo al plastico con detonazione remota molto simile al C4, e le APM (Anti Personnel Mine), mine antiuomo il cui funzionamento ricorda quello delle mine Claymore. A supporto poi delle azioni di ricognizione vi è anzitutto il sistema di camuffaggio ottico IT-33, che rende il soldato invisibile al 90%; il DysTek Hi-Scope x4, che garantisce la possibilità di zoomare in modalità mirino, e lo stabilizzatore Gruber 5, che minimizza il tremolio del punto rosso di fuoco.

### Assalto
L'armamento base di un soldato assaltatore è un fucile d'assalto (SCAR 11 AR per l'UE, Krylov FA-37 AR per la CPA), coltello da combattimento BJ-2, pistola e Medik Hub-21 (il quale servirà a rigenerare sia noi stessi, che i nostri compagni di fazione). Dopo alcuni sblocchi è possibile ottenere il Baur Heavy-Assault Rifle, una variante dello SCAR 11 che garantisce maggiore potenza di fuoco, ma minore facilità di utilizzo a causa del forte rinculo e del caricatore ridotto, ed il Voss Light-Assault Rifle, parente stretto del Krylov con caratteristiche diametralmente opposte al Baur. Al fucile d'assalto principale (qualunque esso sia) può essere aggiunta un'arma addizionale, a scelta fra l'Herzog AR-Shotgun (un fucile a pompa) e il lanciarazzi PK-74 AR, molto efficace contro gruppi di nemici, dato l'elevato danno splash. Per garantire copertura all'azione dell'assaltatore, è possibile sbloccare la granata fumogena SMK-1.

### Geniere
Il geniere è sicuramente il soldato maggiormente preparato a fronteggiare i mezzi nemici terrestri, ed in taluni casi, aerei. L'equipaggiamento di default comprende, oltre al coltello BJ-2, una mitraglietta (Turcotte Rapid SMG per l'UE, Malkov RK-11 SMG per la CPA), un lanciarazzi anticarro teleguidato (Mitchell AV-18 per l'UE, Sudnik VP per la CPA), ed uno strumento chiamato HOFF-3000, adoperato dal geniere per riparare veicoli e strutture di terra. Le armi alternative prevedono il lanciarazzi antiaereo Mitchell SAAW-86, con sistema di auto-guida del missile, e il Koenig H-AVR, l'arma anticarro per eccellenza. Il geniere ha inoltre in dotazione l'AE Defuser, uno strumento per disinnescare le mine (sia anticarro che antiuomo), il radar PDS-1 oer scovare i mezzi nemici nel corto raggio, una versione più efficiente dell'HOFF-3000, ed i congegni II-14 EMP (mine che disattivano temporaneamente i veicoli nemici) e II-29 Motion Mine (mine teleguidate che colpiscono i veicoli nemici).

### Supporto
La classe di supporto ha il compito di fornire fuoco di copertura e munizioni ai propri compagni, grazie all'Ammo Hub-31, che porta sempre con sé. L'arma principale del supporto è una mitragliatrice leggera (Bianchi FA-6 per l'UE, Shuko K-80 per la CPA) con un'elevata cadenza di fuoco e caricatori molto ampi (150 proiettili per la Bianchi, 200 per la Shuko). Dopo alcuni sblocchi è possibile ottenere la mitragliatrice pesante Ganz, di maggiore potenza rispetto alle armi base, ed il fucile a pompa Clark 15B, che permette al soldato di essere letale sulle distanze brevi. È possibile sbloccare inoltre il Cannone Sentinella A-12, una pericolosa ma vulnerabile mitragliatrice automatica, il DysTek Pulse Meter, un dispositivo che rivela i nemici nel proprio raggio visivo, granate EMP V5 adatte a "congelare" per qualche secondo i mezzi avversari, ed uno Scudo IPS, dietro al quale è possibile ripararsi dai colpi nemici, senza mai perdere di vista il campo di battaglia.

### Abilità e Caposquadra
Oltre agli sblocchi specifici per classe, ci sono quelli per il giocatore (le "abilità"), che comprendono: granate a frammentazione FRG-1; Sprintcor 20 Enhanced Endurance e
Staminar 9 Recovery System, che garantiscono al soldato maggiore velocità di scatto ed una più veloce ripresa; MaxClip e Extra Grenade, ovvero un aumento dei proiettili dei caricatori delle pistole T20 Takao e P33 Pereira (cioè le armi secondarie di tutte le classi eccetto i genieri), e di granate trasportabili.
Vi sono poi sblocchi specifici per il caposquadra: il rilocatore SLSB, che permette di creare uno spawn point (punto di rientro) in qualsiasi punto accessibile della mappa ed a cielo aperto, un drone volante che segue il caposquadra e che rileva i nemici (RD-4 Otus) o un drone armato di mitragliatrici (SD-8 Accipiter).

## Mappe
In Battlefield 2142 sono presenti dodici mappe, divise in due teatri.

### Teatro Europeo
- Minsk - Rapporto dei servizi informativi:

La Guerra del Freddo iniziò nel nell'ottobre del 2139 con l'invasione coordinata del Mar Baltico ad opera della CPA. In novembre, come parte dell'Operazione Canute tre battaglioni guidati dal generale Arkadi Petrov entrarono a Minsk, un centro di comando chiave dell'UE nel Nord Europa. Il Secondo Reggimento Krieg Panzer europeo difese la città per oltre quattro mesi prima che le forze della CPA sfondassero il lato sud, obbligando i difensori alla ritirata. a Minsk vennero usati per la prima volta sul campo di battaglia i Titan, cambiando per sempre il modo di fare la guerra.
- Belgrade - Rapporto dei servizi informativi:

Nel febbraio 2140 la seconda e la decima divisione di commando penetrarono in Serbia intrappolando il nono corpo d'armata dell'UE nel cuore di Belgrado. Bloccate da un grande muro di ghiaccio le forze dell'UE, ispirate dal generale Emil Nikoli resistettero eroicamente. In marzo, arrivò il Gruppo d'Armata Settentrionale della CPA proveniente dalla Bulgaria precedentemente occupata. Guidate da un battaglione di camminatori T-39 Bogatyr, le forze della CPA forzarono allora le difese orientali dell'UE, costringendole alla resa. Con il controllo dell'Est Europa la CPA poteva puntare al cuore dell'UE, Berlino.
- Fall of Berlin - Rapporto dei servizi informativi:

Il dieci luglio 2140, durante l'Operazione Tuono, quindici squadroni di gunship della CPA assunsero il controllo dei cieli sopra l'Est Germania. Questa vittoria permise ai Titan della CPA di paracadutare interi reggimenti oltre le linee difensive di Brandeburgo. Circondato L'Expeditionary force dell'Ue si arrese, liberando la strada per Berlino. Il 15 agosto la CPA organizzò un massiccio attacco contro la città. Dopo due mesi di intensi combattimenti, Berlino cadde. Le forze UE sopravvissute si ritirarono in Francia, per l'ultimo tentativo di difendere l'Europa prima di evacuare in Africa.
- Verdun - Rapporto dei servizi informativi:

Nonostante significativamente ridotte numericamente, le force dell'UE avevano la possibilità di fermare l'invasione delle divisioni della CPA a Verdun. Questo era dovuto in larga parte all'abilità sviluppata dalle forze UE di infiltrarsi nei Titan nemici e di distruggerli prima che questi avessero il tempo di scaricare i soldati. Presto però, la CPa copiò quest'abilità, riportando in parità la guerra.
- Cerbere Landing - Rapporto dei servizi informativi:

Nel 2142, l'approdo a Cerbere era l'ultima roccaforte dell'UE nel continente europeo e serviva come nucleo difensivo per tutte le operazioni nel Mediterraneo Settentrionale. Il generale Yuri Vladomirovic della CPA, incaricato di conquistarlo, si servì di unità di commando dotate del nuovo sistema di mimesi attiva IT-33 per entrare in città e sabotare le difese. Poté così far entrare le sue forze nel porto principale, dove affrontò la Brigata Inferno, la migliore unità di fanteria dell'UE, che era incaricata di difendere la città. Lo scontro che segui fu così violento da far ricordare la battaglia dell'approdo di Cerbere come la più feroce e sanguinosa dell'intera Guerra del Freddo.
- Highway Tampa[1] - Rapporto dei servizi informativi:

Le forze dell'UE hanno preso di mira quella porzione di penisola arabica che una volta era nota come Autostrada Tampa. In un disperato tentativo di mantenere operative le sue divisioni meccanizzate, l'UE deve strappare al controllo della CPA ciò che resta delle riserve petrolifere e l'unico porto rimasto.

### Teatro Africano
- Camp Gibraltar - Rapporto dei servizi informativi:

L'attacco a Campo Gibilterra fu il primo a sorpresa lanciato dalla CPA per attirare allo scoperto le forze dell'UE. Anche se il luogo non aveva particolare rilevanza militare, era un importante punto di smistamento dei profughi provenienti dal Mediterraneo occidentale. Il 10 aprile 2142, la divisione del comando contraereo della CPA attaccò Campo Gibilterra, che era difeso dal 4º e 5º battaglione corazzato dell'UE. I soldati della CPA combatterono vigorosamente, ma senza avventatezze. Il comandante dell'UE fece affidamento sui tiratori per mantenere delle posizioni chiave che gli permettessero di tenere impegnate le forze della CPA il più a lungo possibile.
- Suez Canal - Rapporto dei servizi informativi:

Per attaccare la posizione dell'UE nel canale di Suez, la CPA si servì di uno squadrone di Titani allo scopo di trasportare in campo le sue risorse. Anche l'UE utilizzò la propria flotta di Titani per trasferire delle divisioni in nordafrica. Mentre infuriava il conflitto terrestre, nei cieli si svolgeva una battaglia secondaria, perché ognuna delle due fazioni cercava di impedire all'altra l'invio aereo di rinforzi.
- Tunis Harbor - Rapporto dei servizi informativi:

Nel tentativo di fermare il flusso di rinforzi dell'UE verso il canale di Suez, la CPa lanciò una serie di raid contro punti di trasporto chiave. Il più vitale di questi era il porto di Tunisi. La nebbia nello stretto di Sicilia permise alla CPA di sbarcare l'ottavo reggimento quasi in cima alle difese portuali. Questa strategia permise loro di schiacciare le forze dell'UE verso il mare. La Brigata Valkiria, con la sua compagnia di L-5 Reisig, era la spina dorsale delle difese europee.
- Shuhia Taiba - Rapporto dei servizi informativi:

Alla fine del 2142, migrazioni di massa, temperature polari e battaglie, avevano reso la maggior parte del territorio occupato dalla CPA inabitabile. Nel tentativo disperato di sostenere la propria ridotta popolazione, la CPA spostò il proprio sguardo sulle zone chiave per i rifornimenti di cibo, acqua e energia. Shuhia Taiba, un progetto agricolo su larga scala dell'UE nel nord-Egitto, fu il primo obbiettivo dei generali della Coalizione. L'undici novembre, una flotta di Titan che trasportava sei divisioni si portò sopra la zona. Furono immediatamente attaccati dal secondo esercito EU. La battaglia che ne risultò durò più di un anno.
- Sidi Power Plant - Rapporto dei servizi informativi:

Nel gennaio 2143, la CPA provò ad appropriarsi di un'altra risorsa chiave, le centrali elettriche di Sidi, in Egitto. Gli impianti recentemente costruiti provvedevano al 40% del fabbisogno energetico dell'UE. Ogni schieramento utilizzò tutti i propri effettivi per questa battaglia. Il 3º e il 4º Reggimento UE organizzarono tre linee difensive respingendo l'attacco prima dello sfondamento da parte delle forze speciali della CPA. In marzo giunsero di rinforso divisioni di paracadutisti e di corazzati da ambo le parti. La battaglia per Sidi fu una delle più grandi della guerra.
- Operation Shingle - Rapporto dei servizi informativi:

Dopo aver perso il loro Titano, i superstiti della CPA si sono rifugiati nella città di Anzio con pochi rifornimenti e mezzi corazzati. Le forze dell'UE hanno programmato un'offensiva dalla famigerata testa di ponte di Anzio a sud-est. Nei libri di storia, l'operazione Tegola sarà ricordata come la battaglia più sanguinosa della campagna dell'UE, che ha inflitto le più pesanti perdite alla CPA.

## Veicoli e strutture di terra
Battlefield 2142 annovera diversi tipi di mezzi che posseggono caratteristiche e funzioni più o meno analoghe, indifferentemente dalla fazione di appartenenza.
- Camminatore da battaglia - Il camminatore da battaglia è il principale strumento di guerra presente sui campi di battaglia di Battlefield 2142; la speciale struttura antropoide gli garantisce movimenti agevoli (anche grazie alla doppia velocità), ed una rotazione della sezione superiore di 360°. Al suo interno vi sono due postazioni: la prima ha il comando del mezzo, e dispone di un cannone doppio e di quattro missili; la seconda ha il comando della torretta posta sulla cima dello stesso, dotata di una mitragliatrice antiaerea e di razzi a scarica EMP. Il mezzo è dotato inoltre di contromisure. L'introduzione di questo genere di arma ha per sempre cambiato le modalità di guerra. Il camminatore in dotazione alla CPA si chiama T-39 Bogatyr (dal russo "bogatyr", parola adoperata per designare i guerrieri eroici della tradizione medievale russa); quello in dotazione all'UE L5 Riesig (dal tedesco "riesig", ovvero "grande"). I camminatori possono inoltre, per pochi secondi, attivare uno scudo che li rende invulnerabili.
- Carrarmato - La differenza fondamentale fra il carro in dotazione all'UE (A-8 Tiger) e quello in dotazione alla CPA (Nekomata Tipo 32) è che quest'ultimo è un carro hovercraft pesantemente corazzato, che ha la possibilità di muoversi strisciando in laterale. Tale caratteristica è dovuta alla presenza di cuscinetti d'aria al posto dei convenzionali cingoli, presenti invece nell'A-8 Tiger. Caratteristiche comuni ad entrambi riguardano le postazioni: la prima ha il comando del mezzo, e dispone di un cannone a lunga gittata con mirino zoomabile; la seconda ha il comando della torretta mitragliatrice posta sul mezzo. Il mezzo è dotato inoltre di contromisure costituite da uno scudo dalla durata di pochi secondi che rende invulnerabile il carro.
- Assault Personal Carrier (APC) - La funzione principale dell'APC è quella di trasportare la fanteria nelle zone più calde della battaglia. Il mezzo, oltre a disporre di contromisure, è dotato di ben 6 postazioni: la prima, che ne comanda i movimenti, è dotata di una mitragliatrice posta su una torretta ruotante a 360° (al pari delle quattro laterali, che hanno però un angolo di fuoco più ristretto), e di un razzo a scarica EMP; la seconda comanda invece una torretta sparamissili. L'utilità dell'APC è accresciuta nella modalità Titan, dal momento che, quando in prossimità del Titano nemico, le 4 postazioni laterali permettono lo sgancio di un modulo POD che facilita lo sbarco sul Titano nemico (od anche sul proprio). L'APC in dotazione alla CPA si chiama BTR-4 Romanov; quello in dotazione all'UE AMV-2 Groundhog.
- Cannoniera - La cannoniera è un mezzo aereo pesantemente armato, dalla struttura simile a quella di un elicottero, ma che si muove grazie a propulsori. È provvisto di due postazioni, ed ha a propria disposizione un vasto armamento, oltre che contromisure passive: missili a ricerca calorica (comandati dal pilota), mitragliera e missile teleguidato (comandati dal copilota). Se in mano ad un pilota esperto, questo strumento diviene letale a qualsiasi distanza e contro qualsiasi mezzo, aereo o terrestre. La cannoniera in dotazione alla CPA si chiama Doragon Tipo 4; quella in dotazione all'UE UD-6 Talon.
- Trasporto Aereo - Helojet simile ad un elicottero ma che, come la cannoniera, si muove grazie a propulsori. La sua funzione principale è quella di trasporto delle truppe di fanteria sul campo di battaglia; lo sgancio di queste ultime può avvenire anche mentre il mezzo è in volo, grazie allo sgancio di capsule POD. L'helojet, dotato di contromisure passive, può contenere sino a otto soldati, di cui due impegnati alle mitragliere laterali. L'helojet in dotazione alla CPA si chiama BTR-20 Yastreb; quello in dotazione all'UE UD-12 Shepherd.
- FAV - Mezzo di trasporto terrestre molto rapido e potente, dalla capacità di affrontare qualsiasi tipo di terreno, grazie alle quattro ruote motrici ed allo scatto di cui è dotato. Conta tre postazioni: una prima alla guida del mezzo, una seconda alla mitragliera, ed una terza che permette l'uso della propria arma stando seduti sul retro del mezzo. Il FAV in dotazione alla CPA si chiama UAZ-8 Ocelot; quella in dotazione all'UE MK-15 Bandit.
- Rorsch Mk-S8 (struttura di terra) - Il Rorsch è un cannone laser anticarro a postazione fissa dalla scarica molto potente, ma lento nella manovra; è l'ideale per attaccare Goliath e Camminatori, ma è troppo lento per FAV e Vettori. Un singolo colpo di quest'arma può inoltre uccidere un soldato nemico, senza possibilità per i compagni di fazione di riportarlo in vita.
- Rorsch Kz-27 (struttura di terra) - Il Kz-27 è una postazione fissa antiaerea dotata di due cannoni che sparano alternativamente impulsi di energia; ha inoltre la possibilità di immobilizzare con due missili a scarica EMP cannoniere ed aerei da trasporto nemici, per poi abbatterli. Rivela inoltre la sua utilità nella modalità Titan: gli impulsi infatti possono rapidamente distruggere le cannoniere dislocate ai lati del Titano.
- POD Launcher (struttura di terra) - Il POD Launcher è una struttura di terra che fa la sua comparsa nelle sole mappe di Northern Strike; permette di sparare una capsula POD a diverse centinaia di metri di distanza, permettendo al soldato l'immediato raggiungimento del luogo del conflitto.

## Ruoli del giocatore
Nello svolgimento dell'azione, il giocatore può assumere diversi ruoli in rapporto agli altri membri della propria fazione ed al Comandante.
- Lone Wolf (Lupo Solitario) - Tale è il soldato che sceglie di non appartenere a nessuna squadra né si candida come Comandante, e per tale motivo non riceve ordini. Non è altro che un cane sciolto per il campo di battaglia.
- Membro di una squadra - Il soldato che sceglie di entrare in una squadra ne diventa membro. La squadra può essere o meno bloccata (vietandone l'accesso ad alcuni) e può contenere un massimo di sei giocatori (compreso il Caposquadra). Ogni soldato riceve ordini dal suo Caposquadra (che a sua volta li riceve dal Comandante). Essere membri di una squadra comporta molti vantaggi: oltre all'avere copertura ed asseistenza più o meno costanti dai propri compagni, il soldato può effettuare il respawn nel luogo in cui si trova il Caposquadra (se questi è in vita) o nel punto in cui questi ha posizionato il rilocatore (molto utile nelle partite Titan, dove è possibile effettuare il respawn direttamente sul Titano nemico). Per ogni azione che si compie a favore della squadra, si contribuisce ad alimentare una barra, la quale una volta raggiunto il massimo, rende disponibile uno sblocco da campo. Tale sblocco potrà essere adoperato dai membri della squadra durante l'intero round, per poi essere perduto al termine di esso. Sul campo di battaglia, i nickname dei compagni di squadra appaiono in colore verde.
- Caposquadra - Il Caposquadra è il diretto subordinato del Comandante, dal quale riceve ordini, che ha la facoltà di decidere se eseguire (trasmettendoli al resto della squadra) o meno. Il Caposquadra funge da punto di respawn per i compagni, può usufruire degli sblocchi del Caposquadra, e può altresì inoltrare al Comandante richieste ben precise: rifornimenti, attacco di artiglieria, attacco EMP, UAV, ecc.
- Comandante - Per divenire Comandante è necessario anzitutto candidarsi. Ci si insedia nel momento in cui nessun altro giocatore con grado superiore si candida a tale ruolo. Il Comandante realizza il proprio punteggio tramite quello conseguito dai compagni di fazione; ha a propria disposizione diversi strumenti. Anzitutto può visualizzare dettagliatamente l'intero campo di battaglia grazie alla visuale satellitare. Inoltre, tramite tale visuale, può inviare ordini di attacco/difesa/spostamento alle singole squadre, può sganciare casse di rifornimenti, può lanciare un UAV (una scansione circolare con raggio di 25 metri circa che rivela le forze nemiche), un attacco orbitale, o un attacco EMP (il cui effetto è simile a quello delle omonime granate, ma su scala maggiore). Per il funzionamento di queste tre utilità è indispensabile che il Modulo UAV, il Modulo della Scansione Satellitare e i vari Cannoni dell'artiglieria debbano essere in buone condizioni; può succedere infatti che vengano danneggiati dalle forze nemiche, ma il geniere può ripararle mediante il suo tool. A fine partita il Comandante della fazione vincitrice raddoppia i punti guadagnati. È possibile inoltre ammutinarsi contro il Comandante mediante una votazione dove è necessaria la maggioranza dei giocatori. Nella modalità Titan il Comandante ha la facoltà di muovere il Titano sul campo di battaglia. Su taluni server, è fatto divieto per il giocatore che assume il ruolo di Comandante, di prendere parte direttamente all'azione di guerra. La causa della restrizione è legata agli indubbi vantaggi tattici che tale carica comporta (ad esempio la scansione del terreno per evidenziare i nemici o il lancio di rifornimenti).

## Northern Strike
Northern Strike è il primo booster pack di Battlefield 2142.

### Trama
Lo scenario della battaglia è l'Europa del 2145, stretta nella morsa dei ghiacci perenni e sotto il controllo della CPA, il cui obiettivo è assicurarsi l'accesso alle risorse naturale presenti nel sottosuolo. Mentre il grosso delle forze dell'UE era impegnato in feroci combattimenti a sud, la Coalizione Panasiatica è riuscita a entrare incontrastata nel cuore dell'Europa conquistando le posizioni urbane e montane più facili da difendere. L'esercito invasore è penetrato ed entrambe le fazioni si sono equipaggiate per un nuovo tipo di guerra. Il claustrofobico territorio locale richiede feroci attacchi ravvicinati di fanteria, supportati da unità mobili agili e potenti. Nella successiva corsa alla supremazia tecnologica, sono stati sviluppati il rapido vettore a sospensione pneumatica della CPA e la macchina corazzata da combattimento dell'UE per supportare le truppe lungo la caotica linea del fronte. Mentre le forze dell'UE si preparano a riprendere il controllo della terra d'origine, il futuro del continente dipende dall'esito di una serie di sanguinose battaglie che decideranno chi riuscirà a sopravvivere e chi scomparirà fra i ghiacci.
Il booster pack comprende tre nuove mappe (Port Bavaria, Bridge at Remagen e Liberation of Leipzig), due mezzi (Hachimoto Tipo 36, mezzo leggero in dotazione alla CPA e A-3 Goliath, potente piattaforma di fuoco in dotazione all'UE), nuovi sblocchi, nuovi awards e una nuova modalità di gioco: Linee d'assalto.

### Mappe
- Bridge at Remagen - Mentre le forze dell'UE avanzano in Europa, il Reno è tornato a essere un'importante linea di difesa: la sua superficie congelata è una barriera quasi impenetrabile di ghiacciai e crepacci. È il 7 marzo 2145, 200 anni dopo che la nona divisione corazzata statunitense ha attraversato il ponte di Remagen durante la Seconda guerra mondiale. Le forze europee stanno lanciando un audace attacco sulle distese gelate per stabilire una testa di ponte sulla riva orientale del Reno.
- Port Bavaria - La base di rifornimento per Titani di Port Bavaria, nel cuore delle Alpi, una volta era una roccaforte essenziale per le forze dell'UE, che la vuole riconquistare. La CPA è saldamente trincerata, ma l'UE è determinata ad assumere il controllo di questa postazione critica e a spezzare la catena di rifornimento della CPA.
- Liberation of Leipzig - Nella tarda estate del 2145, le forze dell'UE hanno ripreso buona parte dell'Europa occidentale, fino a raggiungere il cuore dell'ex Germania orientale. Con l'avvicinarsi dell'inverno artico, hanno deciso di attaccare la città di Leipzig, ultima roccaforte della CPA in Europa.

### Veicoli
Northern Strike aggiunge due nuovi IFV (Infantry Fighting Vehicle) alla battaglia.
- A-3 Goliath - L'UE ha creato una fortezza mobile capace di trasportare vari passeggeri (fino ad un massimo di cinque) e di neutralizzare la resistenza della fanteria nelle zone urbane con micidiale efficacia. Il Goliath è lento, ma è in grado di sopportare diversi attacchi, anche se provenienti da armi anticarro, grazie alla sua corazza rigenerante. La corazza del Goliath è dotata di cinque cellule rigeneranti che riparano automaticamente i danni subiti dal mezzo. Pur essendo montate all'esterno, e quindi esposte al fuoco nemico, queste celle sono vulnerabili solo alle armi anticarro. Ogni singola cella contribuisce ad accelerare le riparazioni: più celle attive ci sono, più velocemente vengono riparati i danni. Quando metà delle celle sono state distrutte, la velocità di riparazione è dimezzata e gli attacchi iniziano a procurare danni notevoli al mezzo. Le celle cambiano aspetto a seconda delle loro condizioni: le celle completamente operative sono nere, con un'illuminazione blu. Quando il mezzo ha subito dei danni, le celle che partecipano alla riparazione diventano di color azzurro chiaro. Quando una cella è stata distrutta, non contribuisce più a riparare il mezzo e al suo posto appare solo un recesso bruciacchiato. Il Goliath conta ben cinque postazioni: come pilota, si ha a disposizione un cannone a dispersione per attaccare i soldati a corto raggio, nonché un lanciatore di proiettili anticarro con guida magnetica. Vi sono inoltre due postazioni per granatieri e due mitragliatrici orientabili a 270º. Il Goliath può essere usato come punto di rientro mobile (qualora vi sia capienza al suo interno). Inoltre, ripara e rifornisce di munizioni le unità alleate all'interno del suo raggio di rifornimento.
- Hachimoto Tipo 36 - La CPA ha optato per un vettore d'attacco leggero a sospensione pneumatica, concepito per lanciare attacchi velocissimi contro i mezzi e i soldati nemici. Tanta velocità però ha un prezzo: la corazza dell'Hachimoto può sopportare solo il fuoco delle armi leggere o delle mitragliatrici. Inoltre, il pilota e il passeggero sono vulnerabili. Anche se il pilota non controlla una grande potenza di fuoco, la postazione dell'artigliere offre un lanciagranate a fuoco rapido capace di ruotare di 360° e un missile anticarro telecontrollato.

### Sblocchi
In Battlefield 2142: Northern Strike sono disponibili dieci nuovi sblocchi, tutti aggiunti alla fine degli alberi degli sblocchi originali.
- Esca per tiratori DS-22 (Ricognizione) - Il fantasma ha la potenzialità di fornire alla fazione avversaria false rilevazione sulla locazione dei nemici. Il risultato è evidente: la fittizia sensazione di sicurezza del nemico lo porterà ad addentrarsi in luoghi che crede puliti, ma che in realtà non lo sono.
- Aggiornamento mimetico TL-S1C (Ricognizione) - Questo upgrade dell'IT-33 Camo permette la mimetizzazione per un maggior lasso di tempo (28 secondi circa).
- Espansione di munizioni (Assalto) - Grazie alla tecnologia LNDT-F04, questo upgrade permette di trasportare un colpo extra per il fucile a pompa Herzog e per il lanciarazzi PK-74.
- Granata Radar CM3-N (Assalto) - Versione aggiornata della granata fumogena SG-34 che permette di localizzare le forze nemiche entro 25 metri di distanza nell'aria che s'intende ricoprire di fumo.
- Esca per mine cinetiche MMB-5 (Geniere) - Questa granata può direzionare le mine presenti sul suolo verso la sua posizione; dopo qualche secondo, la granata esplode assieme alle mine che ha trasportato.
- Caricatore espanso per pistola mitragliatrice (Geniere) - Caricatore extra per la Malkov e la Turcotte.
- Sonar da fanteria IDS-1 (Supporto)- Radar portatile con un raggio di 40 metri che può essere posizionato e recuperato in qualsiasi parte della mappa.
- Clark 12-RDX (Supporto) - Upgrade del Clark 15, lancia un piccolo proiettile esplosivo che aderisce a mezzi e oggetti. Al momento del lancio suona un allarme e il proiettile esplode poco dopo, che abbia colpito qualcosa o no.
- Stivale antishock SAB-1b (Abilità)- Incrementa il recupero della stamina e attitusce i danni da caduta.
- SPR-CS (Caposquadra) - Item che permette al caposquadra di diminuire il tempo di rientro dei soldati feriti gravemente.

### ModalitàLinee d'assalto
La modalità Linee d'assalto prevede che la fazione UE parta con un'unica base (bloccata, quindi inconquistabile per gli avversari), mentre tutte le altre sono nelle mani della CPA. L'obiettivo finale dell'UE, il cui raggiungimento determina la chiusura della partita, è conquistare la base principale della CPA, contrassegnata da un lucchetto rosso; tuttavia, questa sarà conquistabile solo nel momento in cui l'UE è in possesso di tutte le altre bandiere. I nuovi mezzi presenti nel Booster Pack NS rivelano qui tutta la loro utilità: l'A-3 Goliath permette all'UE di conquistare progressivamente le bandiere nemiche, grazie anche alla possibilità di respawn dei giocatori direttamente nel mezzo; l'Hachimoto permette invece alla CPA di sfondare le linee nemiche e conquistare i punti di controllo che l'UE ha lasciato scoperti. Tale modalità è giocabile, oltre che con le mappe di NS, anche con Highway Tampa e Operation Shingle.

## Curiosità

### Tecniche particolari
In Battlefield 2142 vi sono particolari tecniche di gioco che molto spesso vanno incontro a severe punizioni da parte degli amministratori dei server o da parte della stessa EA. Alcuni esempi sono:
- Bunny Hopping - Il bunny hopping consiste nel saltare ripetutamente nel momento in cui si ingaggia uno scontro corpo a corpo col nemico, con l'obiettivo di evitare di essere colpiti. Nelle prime versioni di Battlefield 2 era prevista la possibilità di sparare durante il salto, ma per inibire tale comportamento, EA ha inficiato l'utilità di questa tecnica con l'impossibilità di sparare in salto.
- Base Raping - Il base raping consiste nell'assediare le basi nemiche dotate di bandiera non catturabile (ovvero bloccate). I giocatori che utilizzano questa tecnica vengono normalmente espulsi dagli amministratori del server.
- Spawn Killing - Tale tecnica consiste nel presidiare, nella base nemica bloccata, i punti di respawn della fazione, con l'obiettivo di uccidere il soldato nemico non appena questi rientra i gioco. L'abuso di questa tecnica va incontro alle stesse sanzioni previste per il base raping.
- Team Killing - Il team killing consiste nell'uccisione di un compagno di fazione. Il compagno morto può scegliere se perdonare o meno l'uccisore, nel caso in cui sia stato un atto fortuito.
- Stat Padding - Lo stat padding è una pratica che permette di gonfiare a dismisura il punteggio partita mediante tecniche che prevedono spesso la collaborazione di soldati della fazione avversaria. La tecnica più diffusa consiste nel formare un gruppo di tre soldati - uno appartenente ad una fazione, due appartenenti a quella opposta - e perpetrare sempre la stessa azione: il primo uccide il nemico, il compagno di fazione di quest'ultimo lo resuscita mediante l'uso del defibrillatore, e così via. Il giocatore "assassino" guadagna punti ogni volta che uccide un membro della fazione nemica, mentre il giocatore "curatore" guadagna punti ogni volta che resuscita un compagno. Tale pratica è considerata illegale nell'EULA (End User License Agreement) di EA, e comporta l'azzeramento dei punti carriera dell'account sorpreso a porla in atto.

### Tecnologia pubblicitaria
Il software di Battlefield 2142 incorpora al proprio interno una tecnologia sviluppata da IGA Worldwide Inc. (in seguito denominata IGA, acronimo di In Game Adverts) il cui obiettivo è "recapitare" annunci pubblicitari all'interno del gioco, tramite connessione internet. Il risultato è che all'interno delle mappe del gioco può capitare di imbattersi in veri e propri cartelloni pubblicitari recanti consigli d'acquisto, solitamente inerenti a componenti hardware o a pellicole cinematografiche. La tecnologia IGA può registrare l'indirizzo IP e altre informazioni anonime per determinare la qualità degli annunci pubblicitari immessi nel gioco.
La questione ha suscitato non poche polemiche fra i giocatori di tutto il mondo, che sembrano concordi nel condannare questa particolare forma di pubblicità. Ad ogni modo, se si desidera che IGA non raccolga, usi, conservi o trasmetta i dati sopra descritti, è necessario non installare né tantomeno usare il software su alcuna piattaforma usata per connettersi ad internet.

### Distribuzione del gioco
Nel febbraio 2006 Dan Blackstone, un senior producer di EA, rilasciò questa dichiarazione:
(Dan Blackstone)
Il risultato della radice quadrata (R.Q.) di 4588164 è 2142, così come di (3213÷3)×2. A marzo 2006 EA e DICE annunciarono un seguito alla serie Battlefield intitolato per l'appunto Battlefield 2142.
Nella mappa Midnight Sun di Armored Fury c'è una macchina muscle guidabile, con targa 2142. Sempre in Armored Fury, altri due indizi indicano l'approssimarsi del nuovo capitolo: la reclame di un orologio digitale fermo alle "21:42", e sul sedile del passeggero di un camion, una rivista che titola "L'era glaciale si avvicina".
- Demo - L'uscita ufficiale di Battlefield 2142 fu anticipata dalla release di una demo giocabile della mappa Sidi Power Plant in modalità Titan, appoggiandosi su server gestiti direttamente dalla EA. Non era previsto avanzamento di grado per le partite in demo.
- Best Buy - Coloro che in Nord America e in Canada preordinarono Battlefield 2142 da Best Buy ricevettero, oltre ad una penna flash da 64MB a forma di dogtag (piastrina militare), anche la possibilità di giocare con una variante grafica del fucile d'assalto EU SCAR 11 chiamata Bofors Defense Machine Gun. Tuttavia il reskin dell'arma è stato ampiamente criticato, poiché date le dimensioni, copre circa un quarto dello schermo, e non è prevista la possibilità di disabilitare la modifica.
- Battlefield 2142 Deluxe Edition - Disponibile in download diretto su EA Store, comprende il gioco originale, completamente aggiornato, più il Booster Pack Northern Strike.